# Lu Yen-hsun
Lu Yen-hsun (Taoyuan, 14 de Agosto de 1983) é um tenista profissional de Taiwan.

## Carreira
Lu participou das Olimpíadas de Pequim, em 2004, 2008, 2012 e 2016.
Em 2009, no Australian Open, Lu conseguiu uma grande vitória, ao derrotar na 2ª rodada o nº 11 do mundo, David Nalbandian, por 3 sets a 2. Porém, perdeu no jogo seguinte para Tommy Robredo.
Em 2010 realizou sua melhor campanha, chegando nas Quartas-de-Final de Wimbledon, derrotando o n.7 do mundo, Andy Roddick. Neste ano, também chegou nas Oitavas-de-Final do Masters 1000 do Canadá, e venceu os Challengers de Atenas e de Seul.
Encerrou o ano de 2011 como o número 82 do mundo.

## ATP finais

### Simples: 1 (0–1)
| Legenda (Simples)                 |
| --------------------------------- |
| Grand Slam (0–0)                  |
| ATP World Tour Finals (0–0)       |
| ATP World Tour Masters 1000 (0–0) |
| ATP World Tour 500 Series (0–0)   |
| ATP World Tour 250 Series (0–1)   |

| Títulos por Piso |
| ---------------- |
| Duro (0–1)       |
| Saibro (0–0)     |
| Grama (0–0)      |
| Carpete (0–0)    |

| Posição | N. | Data             | Torneio                                  | Piso | Oponente   | Placar             |
| ------- | -- | ---------------- | ---------------------------------------- | ---- | ---------- | ------------------ |
| Vice    | 1. | Janeiro 11, 2014 | ATP de Auckland, Auckland, Nova Zelândia | Duro | John Isner | 6–7(4–7), 6–7(7–9) |

### Duplas: 6 (3–3)
| Legenda                           |
| --------------------------------- |
| Grand Slam (0–0)                  |
| ATP World Tour Finals (0–0)       |
| ATP World Tour Masters 1000 (0–0) |
| ATP World Tour 500 Series (0–0)   |
| ATP World Tour 250 Series (3–3)   |

| Títulos por Piso |
| ---------------- |
| Duro (3–2)       |
| Saibro (0–1)     |
| Grama (0–0)      |
| Carpete (0–0)    |

| Posição | N. | Data              | Torneio                               | Piso     | Parceiro         | Oponentes                          | Placar                 |
| ------- | -- | ----------------- | ------------------------------------- | -------- | ---------------- | ---------------------------------- | ---------------------- |
| Campeão | 1. | Janeiro 9, 2005   | Chennai Open, Chennai, Índia          | Duro     | Rainer Schüttler | Jonas Björkman Mahesh Bhupathi     | 7–5, 4–6, 7–6 (7–4)    |
| Vice    | 1. | Setembro 10, 2007 | China Open, Beijing, China            | Duro     | Chris Haggard    | Rik de Voest Ashley Fisher         | 7–6 (7–3), 0–6, [6–10] |
| Vice    | 2. | Janeiro 9, 2010   | Chennai Open, Chennai, Índia          | Duro     | Janko Tipsarević | Marcel Granollers Santiago Ventura | 5–7, 2–6               |
| Campeão | 2. | Setembro 30, 2012 | PTT Thailand Open, Bangkok, Tailândia | Duro (i) | Danai Udomchoke  | Eric Butorac Paul Hanley           | 6–3, 6–4               |
| Campeão | 3. | Janeiro 11, 2015  | Chennai Open, Chennai, India          | Duro     | Jonathan Marray  | Raven Klaasen Leander Paes         | 6–3, 7–6 (7–4)         |
| Vice    | 3. | 23 Maio 2015      | ATP de Genebra, Geneva, Suíça         | Duro     | Raven Klaasen    | Juan Sebastián Cabal Robert Farah  | 5–7, 6–4, [7–10]       |

## ITF Títulos

### Simples
| Legenda (Simples)      |
| Grand Slam (0)         |
| Tennis Masters Cup (0) |
| ATP Masters Series (0) |
| ATP Tour (0)           |
| Challengers (12)       |
| Futures (8)            |

| N.  | Data               | Torneio        | Piso     | Oponente na final  | Placar           |
| 1.  | Outubro 1, 2001    | Hong Kong      | Duro     | Peter Handoyo      | 6–3, 6–4         |
| 2.  | Fevereiro 11, 2002 | Ramat Hasharon | Duro     | Nir Welgreen       | 6–4, 6–4         |
| 3.  | Abril 15, 2002     | Kunming        | Duro     | Benjamin Cassaigne | 6–4, 3–6, 7–6    |
| 4.  | Abril 22, 2002     | Kunming        | Duro     | Benjamin Cassaigne | 2–6, 7–6, 6–3    |
| 5.  | Setembro 9, 2002   | Kashiwa        | Duro     | Takahiro Terachi   | 6–2, 6–2         |
| 6.  | Abril 14, 2003     | Kunming        | Duro     | Zhu Benqiang       | 7–6, 6–2         |
| 7.  | Setembro 1, 2003   | Saitama        | Duro     | Tasuku Iwami       | 6–1, 3–6, 6–1    |
| 8.  | Outubro 27, 2003   | Hammond        | Duro     | Lesley Joseph      | 6–2, 6–2         |
| 9.  | Fevereiro 9, 2004  | Joplin         | Duro (I) | Glenn Weiner       | 6–4, 6–2         |
| 10. | Março 22, 2004     | Burnie         | Duro     | Robert Lindstedt   | 6–3, 6–0         |
| 11. | Novembro 1, 2004   | Caloundra      | Duro     | Takahiro Terachi   | 6–0, 7–5         |
| 12. | Maio 16, 2005      | Fergana        | Duro     | Danai Udomchoke    | 6–1, 7–6         |
| 13. | Novembro 13, 2006  | Caloundra      | Duro     | Peter Luczak       | 6–3, 6–1         |
| 14. | Novembro 12, 2007  | Kaohsiung      | Duro     | Dudi Sela          | 6–3, 6–3         |
| 15. | Janeiro 21, 2008   | Waikoloa       | Duro     | Vincent Spadea     | 6–2, 6–0         |
| 16. | Maio 12, 2008      | New Delhi      | Duro     | Brendan Evans      | 5–7, 7–6(5), 6–3 |
| 17. | Outubro 13, 2008   | Tashkent       | Duro     | Mathieu Montcourt  | 6–3, 6–2         |
| 18. | Maio 9, 2009       | Ramat Hasharon | Duro     | Benjamin Becker    | 6–3, 3–1 ret.    |
| 19  | Novembro 8, 2009   | Chuncheon      | Duro     | Igor Sijsling      | 6–2, 6–3         |
| 20  | Abril 25, 2010     | Athens         | Duro     | Rainer Schüttler   | 3-6, 7-6(3), 6-4 |